# Svindersberg

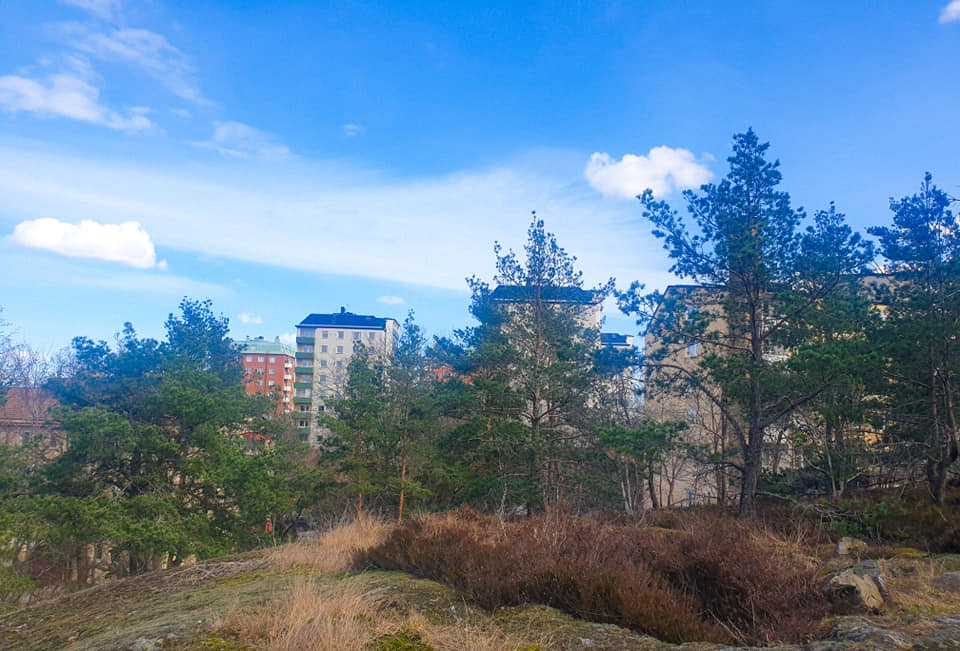
Östra delen av Svindersberg med Finntorp i bakgrunden

Svindersberg är ett naturområde och 40 meter högt berg på 2 till 3 hektar i kommundelen Västra Sicklaön i Nacka kommun. Svindersberg avgränsas av Värmdöleden i norr, bostadsområdet Finntorp i öst, Värmdövägen i syd och bostadsområdet Alphyddan i väst.

## Naturvärden
”(…) Svindersberg hyser tre identifierade naturvärdesobjekt av högt naturvärde (klass 2)”, skriver ekologerna Björn Palmqvist och Daniel Segerlind. De tre naturområdena som Svindersberg består av är:
(1) En nordlig ädellövskog med stora ekar, klibbalar och askar men även äldre tallar i norr med den nära hotade talltickan. Här växer dessutom rododendron, nypon, rönn, stensöta och stinknäva. Två träd är s.k. naturvärdesträd med hög ålder och stor diameter.

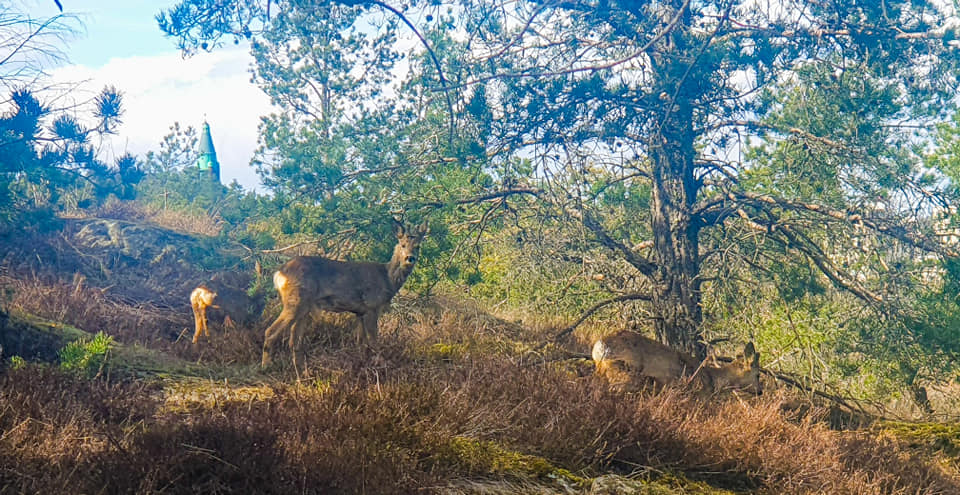
Rådjursflock på Svindersbergs norra sida

(2) En hällmarktallskog med inslag av ek, rönn, nypon och oxbär i väst och på krönet. Här finns det gott om äldre tallar med så kallad pansarbark och nära hotade talltickan samt nära hotade ekticka. Här växer dessutom ljung, blåbärsris, islandslav, nypon, oxbär och rönn. I väst finns också en sänka med stående vatten, i folkmun kallad Kärret, och sphagnumarter. Tre träd är s.k. naturvärdesträd.
(3) En ädellövskog med äldre ekar i syd samt ask (starkt hotad). De grövre ekarna har håligheter och betydande mulmbildning. Här växer det nära hotade ektickan, oxtungssvamp, fyrkantig johannesört och rödsyra.
Boende har observerat en grupp på 4-5 rådjur, fältharar, rödräv, tornseglare samt duvhök på Svindersberg. Fågelskådare har i Artportalen rapporterat in följande fåglar: kattuggla, sparvhök, sidensvans, blåmes, ladusvala, koltrast, rödvingetrast (nära hotad), stenknäck, tornseglare (nära hotad) och steglits. Andra arter som har registrerats i Artportalen är nordfladdermus (nära hotad), dvärgpipistrell, större brunfladdermus, mustaschfladdermus och rutskinn (nära hotad). 

## Utsiktsplatser och stigar

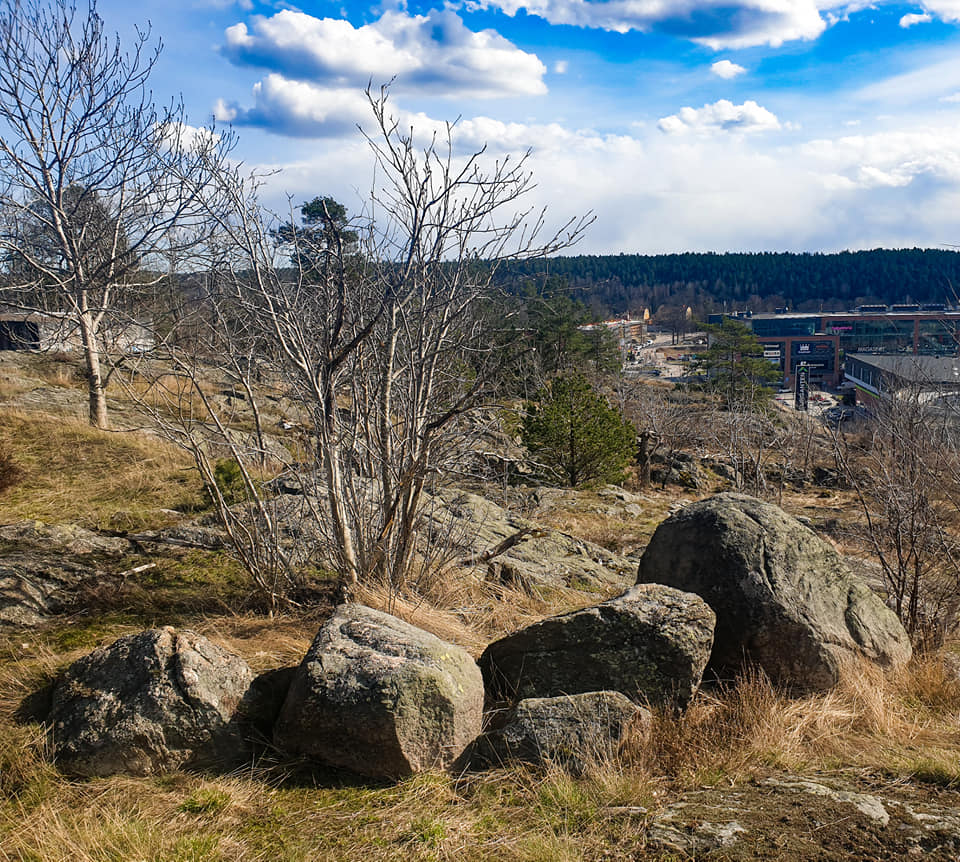
Utsikt från Svindersberg mot Nackareservatet

Östra delen av Svindersberg används flitigt av boende i Finntorp som grillplats på sommaren. Barnen har byggt träkojor.
Sydvästra delen saknar vegetation och fungerar därför som utsiktsplats mot Nackareservatet, Sickla, Alphyddan, Henriksdalsberget, Trolldalen och Svindersviken.
I norr sträcker sig Bergknallevägen, en gång- och cykelväg med parkbänkar som binder ihop Finntorp med Alphyddan och Svindersviks gård.

## Historia
Namnet Svindersberg förekommer inte i några historiska källor utan är en senare konstruktion av Nacka kommun inom planarbetet för norra Planiaområdet. Gabriel Bodings karta från 1774 betecknar området söder om Svindersviks gård som Sickla In=ägor.
Namnet anknyter till holländska köpmannen Johan van Swindern som hade fått ett kungligt privilegiebrev för att framställa tjära och beck. 1647 fick han tillstånd att anlägga ett beckbruk på Sicklaöns norra strand invid nuvarande Svindersviks gård.

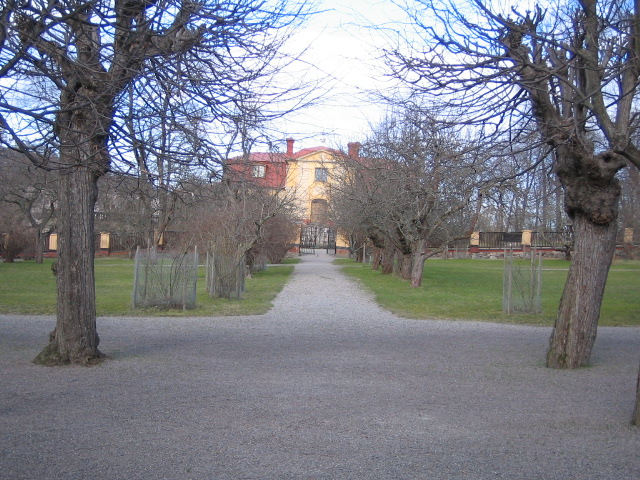
Svindersviks gård i Nacka

Norra delen av Svindersberg ingick i slottsparken som tillhörde Svindersviks gård, ett välbevarat sommarnöje från 1700-talets mitt. Berget klipptes av från slottsparken i samband med bygget av Värmdöleden. Men ännu idag växer här trädgårdsväxter från den tiden samt minst 150 år gamla askar som en rest av den gamla allén som ledde ner till Svindersviks gård.
”En härlig utsikt åt stora segelleden, ett ombyte av skuggrika dälder och brantaste berg, angenäma promenader (…)”, beskrev Carl Gustaf Tessin omgivningen i sin dagbok. Då Svindersviks gårds ägare, handlarfamiljen Grill, oftast var förhindrad att bo på Svindersvik, erbjöd de Tessin att disponera över stället.
Svindersberg omges av ett antal historiska byggnader: I syd ligger stationsbyggnaden vid Nacka station från 1894 samt villa Agneshill som uppfördes 1898 som stinsbostad. I väst ligger tornvillan vid Svindersviksvägen från sent 1800-talet och Svindersviks skola från 1963 som ritades av arkitekten Tore Axén. I öst står de avskärmande lamellhusen på Becksjudarvägen i Finntorp.
På 1970- och -80-talet kallades Svindersberg också för Bergan eller Storberget.
I Svindersberg finns ett c;a 60 m långt och 20 m brett bergrum i 5 våningar som uppfördes 1958 och som fungerade fram till 1982 som transformatorstation. Bergrummet hyrs i dagsläget ut som serverhall.

## Planerad exploatering av Svindersberg
2017 publicerade Nacka kommun en ny översiktsplan som blev antagen 2018. Kommunen presenterar där avsikten att "skapa en tätare och mer blandad stad på västra Sicklaön" med 13 500 nya bostäder som ingår i uppgörelsen för att få tre stationer inom förlängningen av blå linjen. Mindre naturområden som Svindersberg, Bageriberget i Saltsjöqvarn, Trolldalen på östra Henriksdalsberget, Skatberget på västra Finnberget, Engelska parken och Norra platån söder och öster om Danvikshem, delar av Ryssbergen i Finntorp m.m. kan därför helt eller i delar bebyggas.
2016 antog därför kommunen ett program för det så kallade Planiaområdet där Svindersberg ingår. Svindersberg föreslås bebyggas med flerbostadshus, affärslokaler, skolor, gång-, cykel- och bilvägar, parkering i bergrummet och torg. En remsa i norr och i väst ska bevaras som park. Boende, nätverket Rädda Svindersberg, Naturskyddsföreningen och Nacka Miljövårdsråd är kritiska till den höga exploateringsgraden.
En markanvisningstävling har hållits efter att politikerna har antagit ett start-pm för första delen av projektet. Byggaktören ALM Småa Bostad vann tävlingen och kommer köpa marken av kommunen när planarbetet är klart. Byggherren har presenterat planer på att bygga bl.a. 230 lägenheter om 1-4 rum och kök i flerbostadshus på Svindersberg. Detaljplanen för första delen av projektet går hösten 2022 på samråd. Projektet består totalt av fem delprojekt som omfattar totalt 500 lägenheter, ett parkeringsgarage och kontor.
En tunnelbaneuppgång är planerad nedanför Svindersbergs södra sluttning mot Värmdöleden och beräknas stå klar 2030.
I juni 2023 förklarades planerna att bebygga Svindersberg vilande. Nu planeras bara kontorsbebyggelse längs med Värmdöleden i norr.